# John Osten

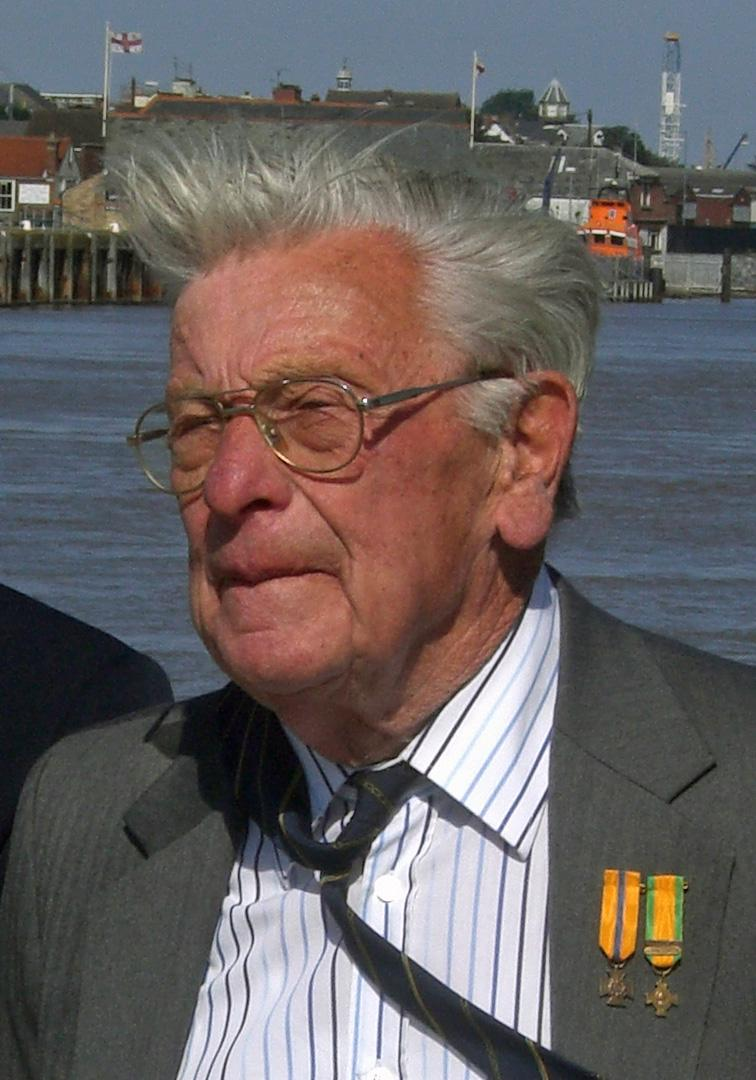
In Gorleston-on-Sea, 2007

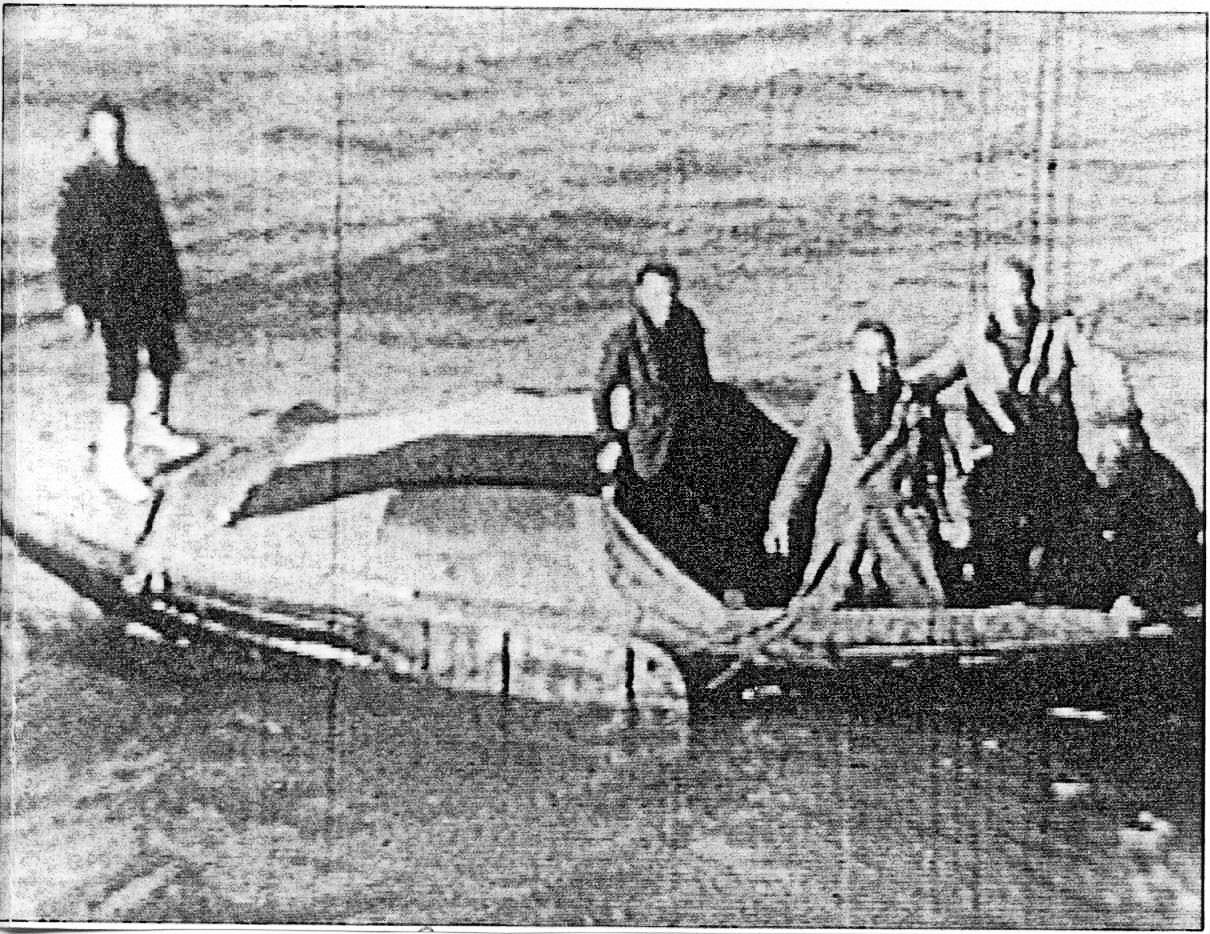
De Zuiderzeevlet

Johannes Franciscus (John) Osten (Den Helder, 26 december 1920 – Valparaiso, Chili, 22 september 2010) werd bekend als een van de laatste Engelandvaarders.

## Levensloop
John Osten werd geboren in Den Helder als zoon van viceadmiraal Johannes Osten en Johanna Rosina Staverman. Hij bracht zijn jeugd deels in Nederlands Indië en deels in Den Haag door. In 1940 behaalde hij zijn diploma 5-jarige HBS-B in Den Haag. 

### Tweede Wereldoorlog
In september 1940 begon hij met de studie geologie aan de Universiteit Leiden. Toen twee maanden later de universiteit gesloten werd, ging hij aan het werk in de Staatsmijnen in Limburg. Van november 1941 tot februari 1943 studeerde hij geologie aan de Rijksuniversiteit Groningen. In maart 1943 weigerde hij de loyaliteitsverklaring te ondertekenen en dook hij onder.

### Overtocht
In augustus 1943 maakte Osten, bij de familie Burgwal thuis, kennis met Anton Schrader. Deze ontmoeting leidde ertoe dat hij op 29 september 1943, samen met elektrotechnisch ingenieur Edzard Moddemeyer, Jan de Bloois, Bob Kruis en Frenkel, een vergeefse poging deed om de Noordzee over te steken.
Nadat Schrader zelf was overgestoken, besloten zij om zelf hun overtocht te organiseren. In november 1943 kochten ze een zuiderzeevlet van 7 meter door bemiddeling van de gebroeders Meyer. Via deze broers ruilden ze tevens de 17pk-motor in voor een 60pk-truckmotor van Chevrolet uit 1931. Op de werf van de Gebroeders Thijssen in Leidschendam werd de boot zeewaardig gemaakt; de organisatie volgde grotendeels de succesvolle operationele vluchtroute van Schrader. Minerva-leden Flip Winckel, Hein Fuchter en Henk Baxmeier sloten zich bij hen aan en betaalden ieder 1000 gulden om de kosten te dekken. Winckel en Fuchter zorgden voor benzine, Osten kreeg via zijn vader goede zeekaarten, en een kompas mochten ze ophalen bij Feike de Boer, directeur van de Stoomvaart Maatschappij Nederland.
Goed voorbereid maakten de vijf studenten de enige en laatste geslaagde overtocht in 1944 naar Engeland. Osten had van het verzet documenten meegekregen om in Londen af te geven. Op 24 februari om 12:30 haalde Flight Lieutenant Sidney Spencer Bates, schipper van RAF High Speed Rescue Launch 185, hen 65 km ten oosten van Great Yarmouth uit zee op, en de Amerikaanse filmer Captain Anthony J. Hardy legde de redding op film vast omdat hij dacht dat het om neergeschoten Amerikaanse piloten ging. Toen bleek dat het 'maar Hollanders' waren, kregen zij later in de oorlog de film mee. In opdracht van de RAF Coastal Command brachten ze met het Oerlikon-boordgeschut hun bootje zelf tot zinken.

### Engeland
Bij aankomst in Lowestoft, 24 uur na hun vertrek, werden de vijf Engelandvaarders formeel gearresteerd door de lokale politie en een dag later per trein en onder militaire bewaking naar de Royal Victoria Patriotic School in Londen gebracht voor intensieve ondervraging door MI5 van de Britse geheime dienst. Vervolgens werden ze alle vijf nog eens door majoor Oreste Pinto onder handen genomen namens de Nederlandse Regering. De geslaagde overtocht werd op 4 april via Radio Oranje gemeld. Daarna gingen de vijf varensgezellen gezamenlijk naar Stubbings House voor een kopje thee met koningin Wilhelmina. Osten werd bij de Prinses Irene Brigade ingedeeld.

### Na de oorlog
In 1982 is Osten naar Chili geëmigreerd, Hein Fuchter ging naar Australië. Winckel bleef in Wassenaar wonen en is in 2009 overleden.

### Reünie
In 2007 hebben Osten, Fuchter en Winckel elkaar na 63 jaar weer ontmoet. Ze zijn naar Gorleston-on-Sea, gegaan om hun redding te herdenken bij het 'RAF Air Sea Rescue Memorial' aan de Brush quay in Gorleston-on-Sea. Moddemeyer en Baxmeier hebben ze niet kunnen traceren. Winckels zoon Borre Winckel nam contact met de RAF Air Sea Rescue en de reünie werd georganiseerd in het kader van de Slag om Engeland-herdenking. Het laatst nog levende bemanningslid van HSL 185, John Scowes, was bij de reünie aanwezig.
John Osten overleed thuis in september 2010.

## Onderscheidingen
Osten ontving het Bronzen Kruis en het Oorlogsherinneringskruis.

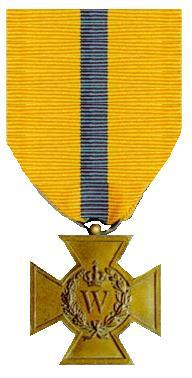
Bronzen Kruis, KB van 26 mei 1944
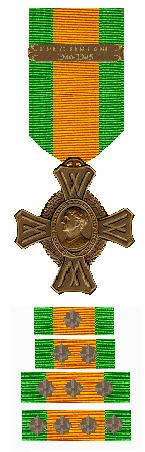
Oorlogsherinneringskruis met 2 batons